# Marugame, Kagawa
Marugame (丸亀市 Marugame-shi) là một thành phố thuộc tỉnh Kagawa, Nhật Bản.